# 帕隆博山
帕隆博山（英語：Mount Palombo）是南極洲的山峰，位於瑪麗伯德地，屬於福特山脈中麥凱山脈的一部分，海拔高度1,030米，美國地質調查局根據測量和美國海軍拍攝的空中照片繪入地圖，現時由南極條約體系管理。